# Gonjasufi

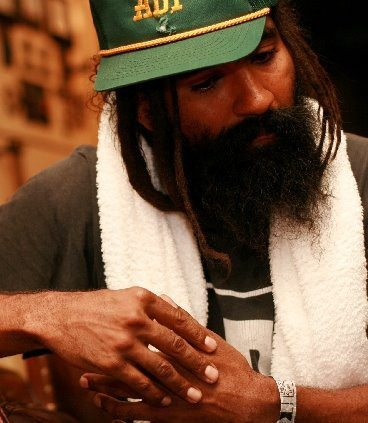
Gonjasufi

Sumach Ecks (* 1978) besser bekannt unter seinem Künstlernamen Gonjasufi, ist ein US-amerikanischer Sänger, Produzent, DJ, Schauspieler und Yogalehrer.

## Leben und Karriere
Ecks wurde 1978 einer mexikanischen Mutter und einem amerikanisch-äthiopischen Vater geboren. Er verbrachte seine jungen Jahre in Chula Vista, Kalifornien.
Ecks engagierte sich früh künstlerisch und spielte den Sonnengott Helios in der Oper Persephone.
In den frühen 1990er Jahren begann er, Musik in der Hip-Hop-Szene in San Diego zu veröffentlichen, vor allem mit der Masters of the Universe Crew. Er tourte unter dem Namen „Randy Johnson“, seine erste Band hieß „Plant Lyphe“.
Ecks wurde von Warp Records im Jahr 2008 entdeckt, nachdem er auf der Platte Los Angeles des kalifornischen Künstlers Flying Lotus vertreten war. Dort sang er den Song Testament. Sein Debütalbum Sufi and a Killer wurde am 8. März 2010 veröffentlicht.
Ecks’ Stimme wurde von Pitchfork als „ein raues, gruseliges, geräuchertes Krächzen“ beschrieben, das „wie die geistlichen Nachkommen von George Clinton und Lead Belly klingt“. Er schreibt seinen Gesangsstil seinem Tagesjob Yoga zu, wo er gezwungen ist, „mehr aus seinem Bauch zu fühlen“. Seine Musik ist weitgehend experimentell und verbindet urbane Beats mit psychedelischem Flair.
Neben dem Singen und Rappen arbeitet er auch als Produzent, DJ, Schauspieler, und Yogalehrer.
Am 19. August 2016 veröffentlichte Gonjasufi das Album Callus, das Beiträge von Pearl Thompson enthält.

## Diskografie
Studioalben
- A Sufi and a Killer (2010)
- MU.ZZ.LE (2012)
- Callus (2016)

Remixalben
- The Caliph's Tea Party (2010)
- Mandela Effect (2017)

EPs
- The Ninth Inning EP (2011)
- Untitled (2013) (Split mit Ras G)

Singles
- Holidays b/w Candylane (2009)
- Kowboyz&Indians b/w My Only Friend (2010)
- Kobwebz b/w Speaketh (2010)
- Nickels and Dimes (2010)
- Ninth Inning (2011)
- The Blame (2012)

Gastauftritte
- Flying Lotus – "Testament" from Los Angeles (2008)
- The Gaslamp Killer – "I'm in Awe" from Death Gate (2010)
- Humansuit – "Lawnmower Man" from Humansuit (2012)
- The Gaslamp Killer – "Veins" and "Apparitions" from Breakthrough (2012)
- Old English – "The Omen" from Band in Amerikkka (2013)
- Perera Elsewhere – "Giddy" from Everlast (2013)
- Awol One & Gel Roc – "Flight" from The Cloaks (2014)
- Dag Savage – "Bad Trip" from E & J (2014)
- The Bug – "Save Me" from Angels & Devils (2014)
- L'Orange & Mr. Lif – "Strange Technology" from The Life & Death of Scenery (2016)
- The Gaslamp Killer – "Good Morning" from Instrumentalepathy (2016)
- A7pha – "Hater Hate It" from A7pha (2017)